# Акт гражданского состояния
А́кты гражда́нского состоя́ния — юридические факты, обозначающие действия граждан или события, влияющие на возникновение, изменение или прекращение прав и обязанностей, а также характеризующие правовое состояние граждан.
Система государственной регистрации рождений, смертей, браков появилась даже в развитых странах сравнительно недавно. Долгое время эти функции обычно выполняли церковные структуры. На эволюцию церковных реестров системы регистрации актов гражданского состояния в таких странах, как Франция и Великобритания, потребовалось свыше трех столетий. Даже в наше время многие страны не имеют необходимых законов или инфраструктуры для того, чтобы сделать обязательной регистрацию случаев рождения и смерти, а в ряде стран службы регистрации актов гражданского состояния доступны только для городских жителей. По данным на 2014 год, в мире почти половина родившихся детей не получает свидетельств о рождении и не регистрируется две трети смертей. По данным на 2019 год, более 500 млн проживающих в Африке людей не имеют удостоверяющих личность документов.

## Россия

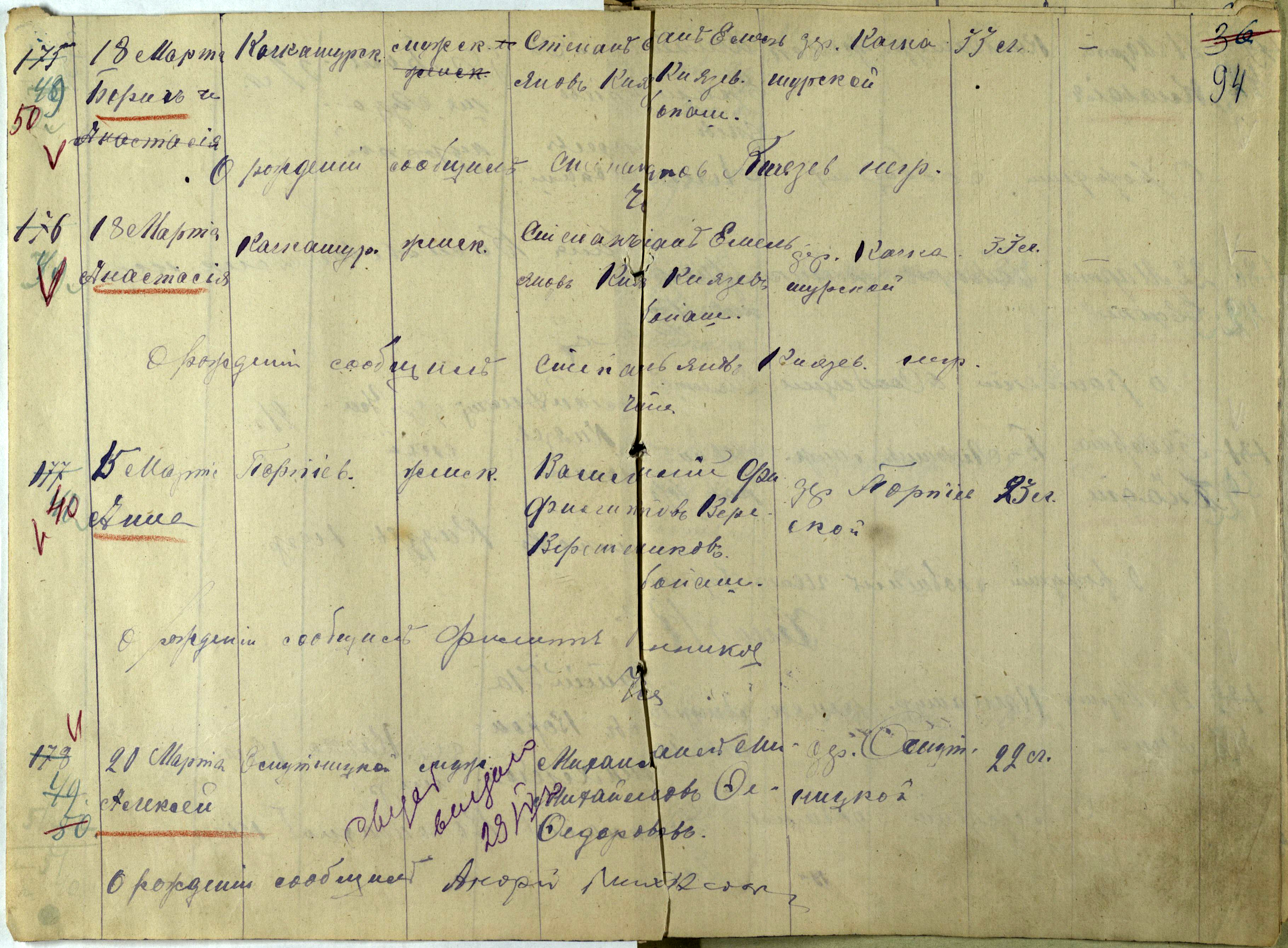
Разворот книги записей рождений Отдела записей актов гражданского состояния Лудошурского волостного Совета рабочих, крестьянских и красноармейских депутатов Вотской автономной области РСФСР, 1919 год

В Российской империи, Российской республике и РСФСР акты гражданского состояния (рождение, бракосочетание и смерть) отражались в метрических книгах с 1722 года по 16 сентября 1918 года. 16 сентября 1918 года был принят Кодекс законов об актах гражданского состояния, брачном, семейном и опекунском праве, упразднивший ведение актов гражданского состояния в метрических книгах и возложивший такое ведение на отделы записей актов гражданского состояния, образуемые органами гражданской власти. В первые годы после принятия кодекса акты гражданского состояния не имели стандартной формы и составлялись произвольно с учётом положений кодекса и подзаконных актов. Так, в некоторых административно-территориальных образованиях форма акта о рождении предусматривала указание сведений только об одном из родителей. В дальнейшем форма ведения актов гражданского состояния многократно изменялась нормативно-правовыми актами.

### Российская Федерация

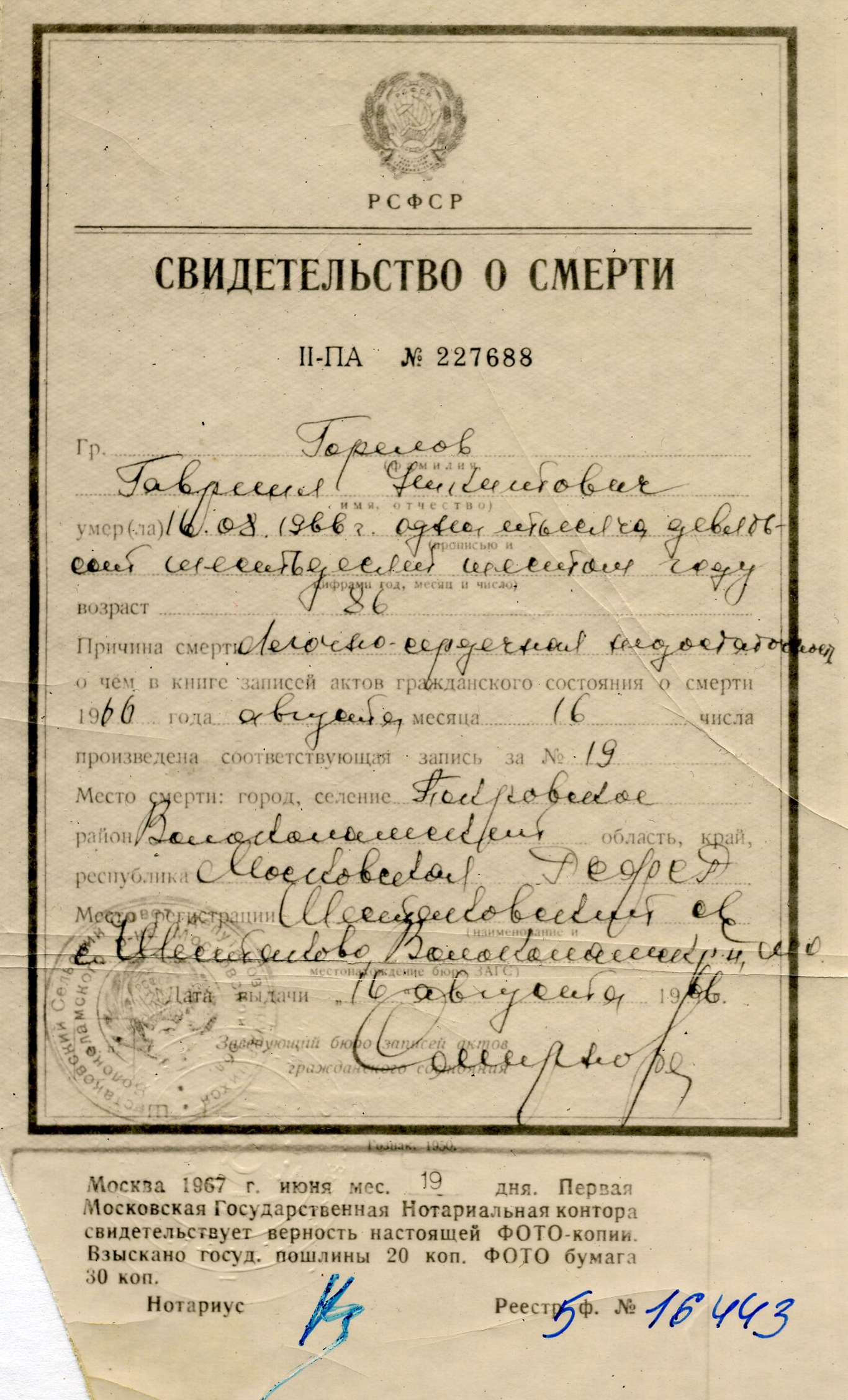
Заверенная советским нотариусом фотокопия свидетельства о смерти академика Г. Н. Горелова

В соответствии с Федеральным законом «Об актах гражданского состояния» и ст. 47 Гражданского кодекса Российской Федерации актами гражданского состояния, подлежащими обязательной регистрации в России, являются:
- рождение человека,
- заключение брака,
- расторжение брака,
- усыновление (удочерение),
- установление отцовства,
- перемена имени,
- смерть человека.

Акты гражданского состояния, совершенные по религиозным обрядам до образования или восстановления органов записи актов гражданского состояния, приравниваются к актам гражданского состояния, совершённым в органах записи актов гражданского состояния в соответствии с действовавшим на момент их совершения законодательством, и не требуют последующей государственной регистрации.
Государственная регистрация производится органами записи актов гражданского состояния (ЗАГС), образованными органами государственной власти субъектов Российской Федерации.
Государственная регистрация актов гражданского состояния граждан России, проживающих за пределами территории Российской Федерации, производится консульскими учреждениями.
Органы местного самоуправления муниципальных образований, на территориях которых отсутствуют органы записи актов гражданского состояния, образованные в соответствии с настоящим Федеральным законом, законом субъекта Российской Федерации могут наделяться полномочиями на государственную регистрацию актов гражданского состояния, в том числе органы местного самоуправления сельских поселений — на государственную регистрацию рождения, заключения брака, расторжения брака, установления отцовства, смерти. Органы местного самоуправления наделяются указанными полномочиями с передачей необходимых для их осуществления материальных и финансовых средств.
В удостоверение факта государственной регистрации акта гражданского состояния выдается свидетельство о государственной регистрации акта гражданского состояния. За государственную регистрацию актов гражданского состояния взимается государственная пошлина.
Запись акта гражданского состояния составляется в двух экземплярах, при этом первый акт составляется в течение года и вносится в актовую книгу (книга государственной регистрации актов гражданского состояния). При регистрации прилагаются все документы подтверждающие факты, подлежащие регистрации. Исправления актов происходит самими ЗАГСами, причём аннулирование или требование исправления сведений в актах гражданского состояния происходит по решению суда.

## Беларусь
В Беларуси регистрация актов гражданского состояния регулируется Постановлением Совета Министров Республики Беларусь «О порядке организации работы с гражданами в органах, регистрирующих акты гражданского состояния, по выдаче справок либо иных документов, содержащих подтверждение фактов, имеющих юридическое значение», содержащим Положение
о порядке регистрации актов гражданского состояния и выдачи документов и (или) справок органами, регистрирующими акты гражданского состояния.